# North American A-36 Apache
Норт Амерікен A-36 «Апач» (англ. North American A-36 «Apache») — американський пікіруючий бомбардувальник/штурмовик. По суті був глибокою модифікацією винищувача North American P-51 Mustang.

## Історія створення
На початку 1942 року винищувач P-51 Mustang був прийнятий на озброєння ВПС Великої Британії, де він продемонстрував відмінні характеристики для дій на малій висоті. Враховуючи це, а також те що ВПС США було в цілому задоволене наявними винищувачами, компанія North American вирішила протиснути свій літак як пікіруючий бомбардувальник. Нова модифікація отримала внутрішнє позначення NA-97 і відрізнялась наявністю повітряних гальм на верхній і нижній поверхнях крила.
В такій конфігурації літак зацікавив армію і в квітні 1942 року було зроблено замовлення на 500 літаків, які отримали позначення A-36 «Apache», без побудови прототипу. Перший серійний літак був готовий 21 вересня 1942 року, а вже до квітня 1943 року випуск замовленої партії був завершений. Проте нових замовлень не надійшло, оскільки американська авіація почала використовувати для штурмових цілей універсальні винищувачі-бомбардувальники.

## Бойове використання

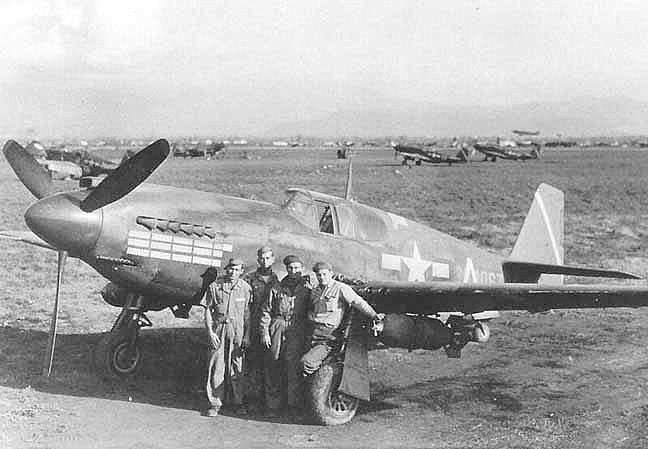
A-36 27-ї групи в Північній Африці.

Першою, весною 1943, A-36 отримала 27-а винищувально-бомбардувальна група, яка базувалась в Північній Африці, дещо пізніше 86-а. Загалом до літа на Середземноморський ТВД було перекинуто близько 300 A-36. Обидві групи в червні брали участь в масованих бомбардуваннях острова Пантеллерія. Після захоплення острова обидві групи були перебазовані на нього і підтримували десант на Сицилію. Наступним великим боєм для A-36 стали бої за Монте-Кассіно. Окрім бомбардувальних місій A-36 також вступали в повітряні бої, і до кінця літа 1944 змогли збити 84 літаки над Італією, щоправда власні втрати теж були високі — 177 літаків. Вже весною 1944 року почалось переобладнання груп на P-40 Warhawk і P-47 Thunderbolt.
Ще група A-36 — 311-а з літа 1943 року воювала в над Індокитаєм базуючись на аеродромах в Індії. На цьому фронті A-36 використовувався як штурмовик для прямої підтримки наземних військ.

## Тактико-технічні характеристики

### Технічні характеристики
- Довжина: 9,83 м
- Висота: 3,7 м
- Розмах крила: 11,28 м
- Площа крила: 21,65 м²
- Маса спорядженого: 4535 кг
- Двигун: Allison V-1710-87[en]
- Потужність: 1325 к. с.

### Льотні характеристики
- Максимальна швидкість: 587 км/год
- Дальність польоту: 885 км
- Практична стеля: 7650 м

### Озброєння
Стрілецьке
- 4 × 12,7-мм курсові кулемети Browning M2 в крилах
- 2 × 12,7-мм курсові кулемети Browning M2 в знизу капота

Бомбове
- 2 × 227 кг бомби